# إحسان بركات
إحسان زهدي بركات، (مواليد 1964)، هي قاضية أردنية، وأول امرأة تشغل منصب قاضية في محكمة التمييز، والتي تمثل أعلى سلطة في النظام القضائي في المملكة الأردنية الهاشمية. عيّنت في مجلس الأعيان الأردني بعد صدور الإرادة الملكية بإجراء تعيينات جديدة في المجلس في 27 أيلول (سبتمبر) 2020.

## النشأة والتعليم
أمها كانت معلمة.  تخرجت من الجامعة الأردنية في 1986.

## حياتها المهنية
أنشأت بركات شركة محاماة خاصة بها في عام 1988، واجتذبت عملاء بارزين بمن فيهم البنك المركزي الأردني.عُينَت قاضية في 2002 في المحكمة الابتدائية في عمان وأُحيلت إلى محكمة الاستئناف في 2004.
شغلت أيضًا منصب مدير مديرية العلاقات الدولية في وزاره العدل لمده تسعه أشهر في 2004-2005.
وكانت بركات مفتشة قضائية وقاضية في محكمة الاستئناف في عمان. في مايو 2007، تم تعيينها في منصب رئيس المحكمة في المحكمة الابتدائية في غرب عمان، وهي أول امرأة تشغل هذا المنصب.  كما كانت عضوة مؤسسة ورئيسة للشبكة القانونية للمرأة العربية، التي شُكلت في 2005 بدعم من الملكة رانيا. وهي عضو في المجلس التنفيذي للجنة الوطنية الأردنية للمرأة والمجلس الأعلى للمنتدى الوطني الأردني للمرأة.
وفي ديسمبر 2010 ، كانت بركات أول امرأة تُعين نائباً عاماً للدولة في البلاد، حيث أشرفت علي 60 من المحاميين المحليين، بما في ذلك امرأة واحده أخرى، ومثلت الحكومة في محكمه الاستئناف. عيّنت مديرا عاما للمعهد القضائي الأردني استنادا إلى القرار الصادر عن المجلس القضائي بتاريخ 10/10/2018 بانتدابها مديراً عاماً للمعهد لمدة عامين.

## حياتها الشخصية
لديها ابنتان، إحداهما تدرس القانون في لندن.